# II. třída okresu Trutnov 2007/2008
V utkáních II. třídy okresu Trutnov 2007/2008, jedné ze skupin 8. nejvyšší fotbalové soutěže v Česku, se utkalo 16 týmů dvoukolovým systémem podzim – jaro. Tento ročník začal v srpnu 2007 a skončil v červnu 2008.
Postup do I. B třídy Královéhradeckého kraje 2008/2009 si zajistil vítězný tým SK Janské Lázně.

## Konečná tabulka II. třídy okresu Trutnov 2007/2008
| Poř. | Tým                          | Z  | V  | R | P  | VG  | OG  | B  |
| ---- | ---------------------------- | -- | -- | - | -- | --- | --- | -- |
| 1.   | SK Janské Lázně              | 30 | 22 | 5 | 3  | 100 | 32  | 71 |
| 2.   | FC Mladé Buky                | 30 | 20 | 4 | 6  | 83  | 47  | 64 |
| 3.   | FK Dolní Kalná               | 30 | 18 | 3 | 9  | 70  | 50  | 57 |
| 4.   | TJ Sokol Bílá Třemešná       | 30 | 16 | 8 | 6  | 77  | 47  | 56 |
| 5.   | TJ Jiskra Podhůří            | 30 | 14 | 6 | 10 | 74  | 56  | 48 |
| 6.   | FC Vrchlabí „B“              | 30 | 14 | 5 | 11 | 70  | 52  | 47 |
| 7.   | TJ Sokol Vítězná             | 30 | 14 | 5 | 11 | 72  | 65  | 47 |
| 8.   | TJ Sokol Staré Buky          | 30 | 13 | 6 | 11 | 69  | 67  | 45 |
| 9.   | TJ Baník Rtyně v Podkrkonoší | 30 | 13 | 5 | 12 | 76  | 65  | 44 |
| 10.  | TJ Jiskra Libeč              | 30 | 12 | 4 | 14 | 56  | 62  | 40 |
| 11.  | TJ Jiskra Kocbeře            | 30 | 10 | 5 | 15 | 57  | 80  | 35 |
| 12.  | TJ Sokol Kunčice nad Labem   | 30 | 10 | 3 | 17 | 67  | 92  | 33 |
| 13.  | TJ Baník Žacléř „B“          | 30 | 9  | 4 | 17 | 39  | 67  | 31 |
| 14.  | TJ Spartak Pilníkov          | 30 | 8  | 6 | 16 | 45  | 69  | 30 |
| 15.  | FK Poříčí u Trutnova         | 30 | 7  | 4 | 19 | 44  | 74  | 25 |
| 16.  | FK Sokol Volanov             | 30 | 2  | 3 | 25 | 32  | 106 | 9  |

Poznámky:
- Z = Odehrané zápasy; V = Vítězství; R = Remízy; P = Prohry; VG = Vstřelené góly; OG = Obdržené góly; B = Body; (S) = Mužstvo sestoupivší z vyšší soutěže; (N) = Mužstvo postoupivší z nižší soutěže (nováček)

|  | Postup do I. B třídy Královéhradeckého kraje 2008/2009 |
|  | Sestup do III. třídy okresu Trutnov 2008/09            |